# Баллихейл

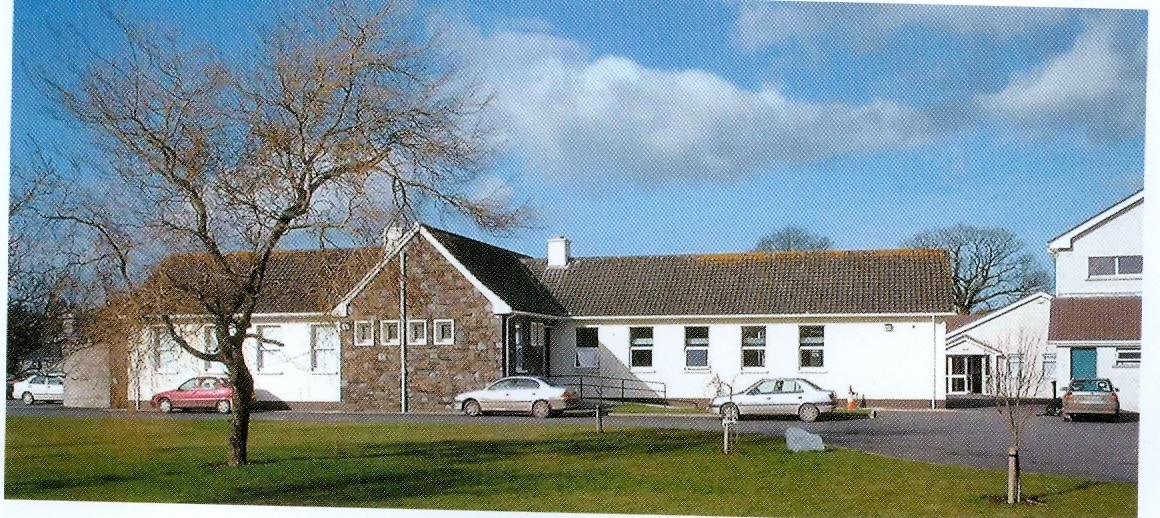

Баллихейл (англ. Ballyhale; ирл. Baile Héil) — деревня в Ирландии, находится в графстве Килкенни (провинция Ленстер).
Местная железнодорожная станция была открыта 20 мая 1853 года и закрыта 1 января 1963 года.
В 2006 году местная школа Scoil Phádraig выиграла Зелёный Флаг за защиту окружающей среды.